# کاسوآریکتین
کاسوآریکتین (به انگلیسی: Casuarictin) با فرمول شیمیایی C41H28O26 یک ترکیب شیمیایی با شناسه پاب‌کم 73644 است. که جرم مولی آن ۹۳۶٫۶۴ گرم بر مول می‌باشد. 